# Xsan
Xsan är Apples SAN-plattform för Mac OS och Mac OS X Server.
Xsan tillåter användaren att dela en eller flera Xserve RAID-enheter med flera Xserve- eller Macintosh-system. Med Xsans filsystem installerat kan dessa datorer läsa och skriva till samma lagringsenhet samtidigt. Xsan innehåller all mjukvara som är nödvändig för en komplett SAN-lösning, inklusive klientmjukvara och övervakningsverktyg.
Xsan kan användas i plattformsöverskridande miljöer med Windows-, Unix- och Linux-baserade system genom användande av filsystemet ADIC StorNext, som har fullt stöd för Xsan. Detta då Xsan är i stort sett helt baserad på kod licensierad från ADIC.
I maj 2006 hade Xsan stöd för volymstorlekar på nära 2 petabyte.